# D.U.C.K.-dedikation
 D.U.C.K.-dedikationen er en dedikation den amerikanske Anders And-tegner Don Rosa (Keno Don Hugo Rosa) placerer på alle de første tegninger i sine historier. D.U.C.K. står for: Dedicated to Unca Carl from Keno (Don Rosas fornavn). Dedikationen er en hyldest til Don Rosas forbillede og inspirator, den nu afdøde Anders And-tegner og -forfatter, Carl Barks.
I begyndelsen skrev han bare D.U.C.K. nede i nederste højre hjørne af det allersidste billede i serien. Men på det tidspunkt var det forbudt at signere tegningerne i Anders And-bladene. De blev simpelthen slettet når tegneserien kom i trykken. Der gik et stykke tid hvor Don Rosa ikke skrev noget. Men i trods overfor redaktionens beslutning, begyndte Don Rosa at gemme dedikationen som en del af det første billede. Han kunne fx finde på at tegne det som årene i et træ, eller som nogle bølger, som dannede de fire bogstaver. På den måde fandt redaktøren den ikke. I dag er der gået en slags sport i at finde dedikationen for Anders And-fans verden over, hvilket dog kan være lidt af en udfordring, da den første tegning altid er stor og fyldt med detaljer.